# Poynting-Effekt
Als Poynting-Effekt werden zwei nach John Henry Poynting benannte Phänomene der Physik bezeichnet:
- In der Kontinuumsmechanik wird damit die Längenänderung (Dehnung) eines zylindrischen Körpers unter Torsion bezeichnet, die von John Henry Poynting an sehr langen Stahl- und Kupfer-Zylindern beobachtet wurde[1] und zu einer Volumenzunahme führt. Diese Volumenzunahme deutet auf elastische Dilatanz[2][3] und ist theoretisch ein Effekt 2. Ordnung in der Elastizitätstheorie.
- In der Thermodynamik wird die Änderung des Dampfdrucks eines Kondensats durch Mischung mit einem im betrachteten Druck- und Temperaturbereich nicht-kondensierbaren Gas als Poynting-Effekt bezeichnet. Er spielt zum Beispiel in der Anästhesie eine Rolle[4] bei der Verwendung von Entonox (MEOPA) in Druckflaschen. Das ist eine 50:50 Mischung von Sauerstoff mit dem als Betäubungsmittel wirkenden Distickstoffmonoxid („Lachgas“). Der Sauerstoff in den Druckflaschen ist gasförmig und das Distickstoffmonoxid normalerweise flüssig, aufgrund des Poynting-Effekts liegt es hier aber auch gasförmig vor.

Diese Poynting-Effekte sind vom Poynting-Robertson-Effekt zu unterscheiden.